# Pierre Le Nail
Louis-Marie-Pierre Le Nail (28 avril 1875, Nantes - 24 août 1952, Viry-Châtillon), est un avocat et homme politique français.

## Biographie
Louis Marie Pierre Le Nail est le fils d'Henry Lenail, zouave pontifical, chevalier de l'ordre de Pie IX, et de Lucy Toché (sœur de Charles Toché). Gendre du général Georges Outhier, il est le grand-père de Bernard Le Nail et de Jean-François Le Nail.
Avocat au barreau de Lyon, il servit comme capitaine au 17e régiment d'infanterie et fut blessé en 1915. Il fut député du Rhône de 1919 à 1924.

## Sources
- « Pierre Le Nail », dans le Dictionnaire des parlementaires français (1889-1940), sous la direction de Jean Jolly, PUF, 1960 [détail de l’édition]